# Volta Ciclista a Catalunya femenina
La Volta Ciclista a Catalunya femenina, també coneguda com a Volta a Catalunya, és una competició ciclista per etapes que es disputa a Catalunya en categoria femenina. Organitzada per la Volta Ciclista a Catalunya Associació Esportiva, se celebrà per primer cop el 2024, quan agafà el relleu de la Revolta, cursa d'un sol dia que es disputà entre el 2018 i el 2023.

## Història
El 21 de desembre de 2023, després de quatre edicions de la Revolta, la Volta Ciclista a Catalunya Associació Esportiva va anunciar que, el 2024, la competició d'un dia es transformaria en una prova per etapes, fet que comportaria el canvi de nom de la competició a Volta a Catalunya. A més, el canvi de format permetia que la prova pugés a la categoria UCI 2.1, fet que permet la participació de fins a set equips UCI Women’s WorldTeam, a més d’equips UCI Women’s Continental Teams (la segona categoria), i també d’equips nacionals. D'aquesta manera, tot i que la primera edició coincidia amb la celebració del The Women's Tour, es pretenia fer la prova més atractiva a l'elit ciclista fent-la una competició més exigent i més propera al Giro d'Itàlia i al Tour de França.
La primera edició de la prova va començar el 7 de juny de 2024 a Manresa amb una etapa en línia que va guanyar la neozelandesa Ally Wollaston (AG Insurance) qui, d'aquesta manera, esdevenia la primera líder de la classificació general. La competició acabaria essent guanyada per la neerlandesa Marianne Vos (Visma | Lease a bike).

## Palmarès
| Any  | Vencedora    | Segona          | Tercera         |
| ---- | ------------ | --------------- | --------------- |
| 2024 | Marianne Vos | Riejanne Markus | Katrine Aalerud |
| 2025 |              |                 |                 |